# Kamatia indica
Kamatia indica är en svampart som beskrevs av V.G. Rao & Subhedar 1976. Kamatia indica ingår i släktet Kamatia och familjen Massarinaceae.   Inga underarter finns listade i Catalogue of Life.